# White Love
〈White Love〉는 일본의 여성 댄스 그룹 SPEED의 다섯 번째 싱글 앨범으로, 1997년 10월 15일에 발매되었다. (8cm CD: TFDC-28074) B 사이드 곡은 〈건방짐〉(ナマイキ 나마이키[*])이다. 전곡 모두 작사와 작곡을 이지치 히로마사 (伊秩弘将)가, 편곡을 미즈시마 야스타카 (水島康貴)가 맡았다.
이 곡은 SPEED가 발표한 노래 중에서도 최대의 히트곡이다. 일반적으로 약 200만 장, 오리콘 집계에 따르면 184.5만 장의 누적 매출량을 기록한 것으로 알려져 있으며, 1997년 12월 일본레코드협회로부터 쿼드러플 플래티넘 (당시 기준 160만 장 이상)을 인정받았다.
한편 〈White Love〉는 SPEED 멤버가 출연했던 시세이도의 광고 삽입곡으로 사용되었으며, 이 곡으로 제48회 NHK 홍백가합전에 처음 출전하였다. 해체 후 다시 재결성했을 때 발매된 싱글 〈One More Dream〉에 어쿠스틱 버전으로 편곡되어 수록되어 있으며, 2008년 완전히 부활을 선언하며 낸 싱글 〈내일의 하늘〉의 3번 트랙에 SPEED의 다른 두 곡 〈STEADY〉, 〈Body & Soul〉과 함께 메들리로 수록되었다. 이후 제59회 NHK 홍백가합전에 이 곡으로 다시 출연하였다.

## 수록곡
| #            | 제목                              | 작사            | 작곡            | 편곡              | 재생 시간 |
| ------------ | --------------------------------- | --------------- | --------------- | ----------------- | --------- |
| 1.           | 〈〈White Love〉〉                | 이지치 히로마사 | 이지치 히로마사 | 미즈시마 야스타카 | 5:40      |
| 2.           | 〈〈건방짐〉〉 (ナマイキ)         | 이지치 히로마사 | 이지치 히로마사 | 미즈시마 야스타카 | 4:21      |
| 3.           | 〈〈White Love〉〉 (Instrumental) |                 |                 |                   | 5:39      |
| 4.           | 〈〈건방짐〉〉 (Instrumental)     |                 |                 |                   | 4:16      |
| 총 재생 시간 | 총 재생 시간                      | 총 재생 시간    | 총 재생 시간    | 총 재생 시간      | 19:56     |